# Tioungour
Tioungour (en russe : Тюнгу́р, en altaï méridional : Тӱҥӱр, Tüñür, litt. « tambourin ») est un village de la république de l'Altaï en Russie. Situé dans le raïon d'Oust-Koksa, sa population s'élevait à 326 habitants lors du recensement de 2021. Village touristique, il fut le lieu pendant la guerre civile de la défaite du général communiste Piotr Soukhov en 1918, plus grand charnier de toute la région. 

## Géographie

### Situation administrative
Le village de Tiougour se trouve dans la république de l'Altaï, république du sud de la Sibérie en Russie. La république et donc le village font partie du district fédéral sibérien, et Tiougour se situe à 588 km au sud-est de Novossibirsk, la capitale du district. Elle se trouve aussi à 3 249 km à l'est de Moscou, ainsi qu'à 200 km au sud de Gorno-Altaïsk, la capitale de son sujet.
Tiougour est l'une des quarante-deux localités composant le raïon d'Oust-Koksa. Ce raïon, qui est situé dans le sud-est de la république, a comme chef-lieu le village d'Oust-Koksa. La localité fait partie de la municipalité de Katanda, qui regroupe 3 localités ; Tioungour, Katanda (le chef-lieu), et Koutcherla. C'est la municipalité la plus à l'est du raïon.

### Situation géographique
Géographiquement, le village fait partie de l'Altaï, très grand système montagneux d'Asie centrale. Situé dans le Haut-Altaï, autre nom de l'Altaï russe, elle se trouve à une vingtaine de kilomètres de l'extrémité orientale de la steppe d'Ouïmon, steppe longue de 35 km d'ouest en est, où se trouvent la majorité des villages du raïon, dont son chef-lieu.
Le village se trouve dans une petite plaine intermontagneuse, sur la rive droite de la Katoun, une des deux rivières qui donnent naissance à l'Ob. Au nord du village se trouvent les monts de la Terekta, et au sud les monts Katoun. Ces derniers sont le plus haut massif de l'Altaï, avec le point culminant de ce dernier le Béloukha à 4 506 m d'altitude, à  44 km au sud de la localité.
Plus précisément, le village se situe allongé le long de la rive gauche de la Katoun, à 186 km de sa source, sur une section de rive d'environ 3 kilomètres. Le village est large d'à peine 340 mètres à son maximum. Juste au nord du centre du village se trouve le mont Berblioud, haut de 1 103 m, alors que le village est à une altitude de 853 m. À l'ouest et à l'est de ce petit mont se trouvent deux petites plaines, qui n'en forment qu'une si on exclut le Berblioud. Cette plaine est entourée de montagnes telle un cirque naturel. À l'ouest se trouve le Ienakhtach, haut de 1 436 m ; au nord le Kyzyl qui culmine à 2 573 m ; et au nord-est le Baïda, haut de 2 071 m.
Sur l'autre rive de la Katoun se trouve la continuation de la plaine, avec aussi le cours d'eau de la Koutcherla, qui se jette dans la Katoun en face du village. Sur cette autre plaine se situe le village de Koutcherla, et en continuant vers le sud débute la vallée de la Koutcherla, qui termine une quarantaine de kilomètres au sud sur un versant du Béloukha avec ses glaciers et le lac Koutcherla. 
Il y a aussi deux autres ruisseaux se jetant dans la Katoun sur la rive nord où se trouve le village, ainsi qu'une rivière ; la Tioungour, se jetant dans l'est du village.
La superficie du village est de 128,9 ha, dont une zone résidentielle de 46,3 hectares, une zone publique et commerciale de 1,2 hectare, une zone d'entreposage de 0,5 hectare, et une zone liée aux transports (les rues) de 0,6 hectare.

### Localités limitrophes
|         |            |  |
| Katanda | Tioungour  |  |
|         | Koutcherla |  |

### Géologie
Concernant la géologie, le village se trouve dans une plaine inondable, qui est composée d'alluvions. Presque 96% du sol est composé de galets et autres cailloux. Au-dessus de la partie inondable, mais toujours dans la plaine, se trouvent quelques autres sols, dont une zone de tchernoziom. La partie inondable s'étend sur une largeur de 300 à 500 mètres sur la rive du village, mais s'étend jusqu'à 5,5 km sur la rive opposée.
Les roches du village datent d'il y a au moins 50 millions d'années, datant du Protérozoïque tardif, tout comme les roches de la région. Ces roches sont pour la plupart métamorphiques. Pour la sismicité, le village se trouve dans une zone à risque, avec des séismes pouvant atteindre la catégorie VIII sur l'échelle Medvedev-Sponheuer-Karnik. Le pergélisol est profond en moyenne de 1,9 m.

### Climat
Le climat du village est fortement continental, caractéristique de la république de l'Altaï. Cependant, la Katoun au niveau du village ne gèle pas totalement en hiver. La température de l'eau varie de +0,7 °C en décembre à +12,4 °C en août. Une station météorologique se trouve dans les monts Katoun, à un peu moins de 20 km au sud du village, au col du Karatiourek.
La température moyenne de l'air à l'année est de seulement +1,9 °C. Le mois le plus froid est janvier, avec une moyenne de −23,30 °C, et un minimum absolu de −56 °C. A contrario, la température moyenne la plus chaude est de +15,4 °C, avec un maximal absolu enregistré de +34 °C. La période sans gel dure 95 jours dans le village.
Sur l'année, les précipitations sont de 517 mm, la grande majorité tombant en été avec 416 mm pendant la période estivale contre 101 mm pendant les autres périodes. Habituellement, la neige arrive aux alentours du 14 octobre, et fond vers le 22 mars. La hauteur de la couverture atteint en moyenne 26 cm, avec une réserve d'eau de 63 mm dans les neiges.
Le vent est très fréquent dans le village, se produisant environ 200 jours par an. Ils sont très présents au printemps et automne, avec vers ces moments-là seuls 5 à 10 jours par mois sans vent. Mais l'hiver possède les vitesses de vents les plus élevées, avec des moyennes mensuelles jamais en dessous de 1,4 m/s, et des rafales atteignant les 40 m/s. Les forces de vent de + de 4 points se répètent en moyenne dans le 2,52 % des cas par mois. La plupart des vents vont vers l'ouest.

### Faune et flore

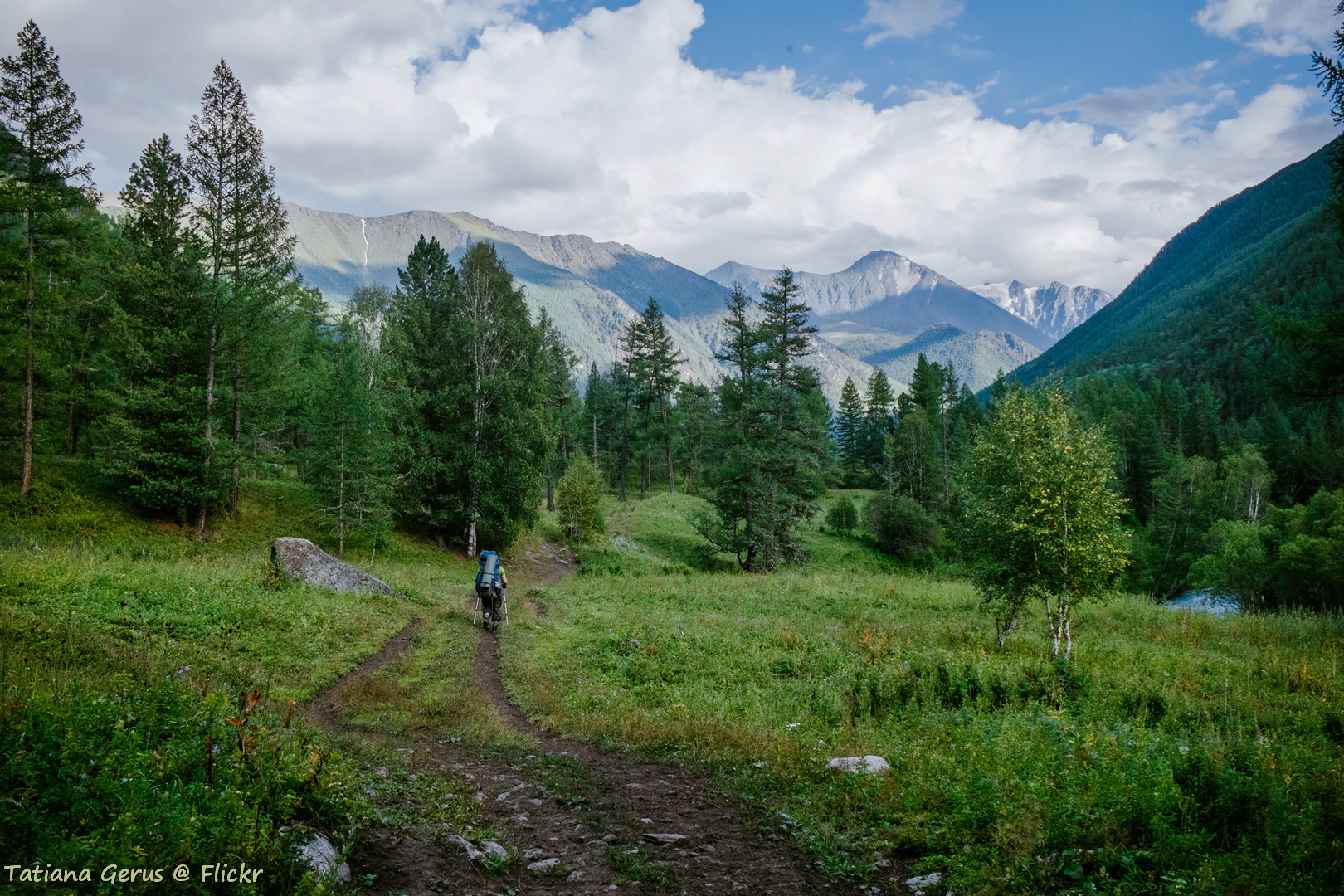
Sentier forestier dans la vallée de la Koutcherla, à une vingtaine de kilomètres au sud du village.

Le village est entouré de prairies subalpines et de forêts de haute montagne, rendant le paysage très verdoyant. En termes de flore, environ 700 espèces de plantes poussant dans la zone, dont plus de 20 qui sont répertoriées dans le livre rouge de la Russie ou de la république. Pour n'en citer qu'une, la Rhodiola rosea pousse en grand nombre dans les alentours du village. Les arbres les plus répandus sont les mélèzes de Sibérie et les bouleaux, avec aussi des épicéas et cèdres de Sibérie. Dans l'ensemble, les forêts sont mixtes, avec à la fois des feuillus est des conifères,.
La faune est aussi très riche, principalement parmi les oiseaux et rongeurs. Pour les oiseaux, on retrouve des fauvettes grisettes et couturière, fauvettes des jardins, paruline à calotte verte, pipit forestier, moucherolle gris, pinson des arbres, etc. Dans les bosquets et champs se retrouve particulièrement fauvettes à tête noire, alouette des champs, chardonneret; , caille, etc. Sur les cultures peuvent se voir des corneilles noires, des corbeaux, pies et autres. Outre les oiseaux, on retrouve chez les rongeurs des souris des bois et de terre, campagnols, des écureuils, des rats d'eau, des pikas de l'Altaï, des tamias de Sibérie, etc.
À cause des animaux, des maladies dangereuses peuvent toucher des personnes, avec des risque d'anthrax, de rage, et surtout de l'encéphalite à tiques.

## Histoire

### Empire russe
Le village aurait été fondé par un certain Pavel Kouzmine en 1898 à l'embouchure de la rivière Tioungour, qui a donné son nom au village. Mais la date est incertaine, la liste des lieux peuplés du territoire sibérien (1928, Novossibirsk), déclare au contraire que le village fut fondé en 1876. Ce qui est sûr, c'est que le village n'est pas mentionné dans la liste des lieux peuplés du gouvernement de Tomsk de 1882, ni dans celle de 1899, mais bien dans celle de 1900.
En 1899, le botaniste Vassili Sapojnikov visita le village au cours de son expédition dans l'Altaï, mentionnant le village pour la première fois. 
En 1901 ou 1903, le village est devenu une partie du volost de Katanda, aujourd'hui la municipalité de Katanda.

### Guerre civile russe

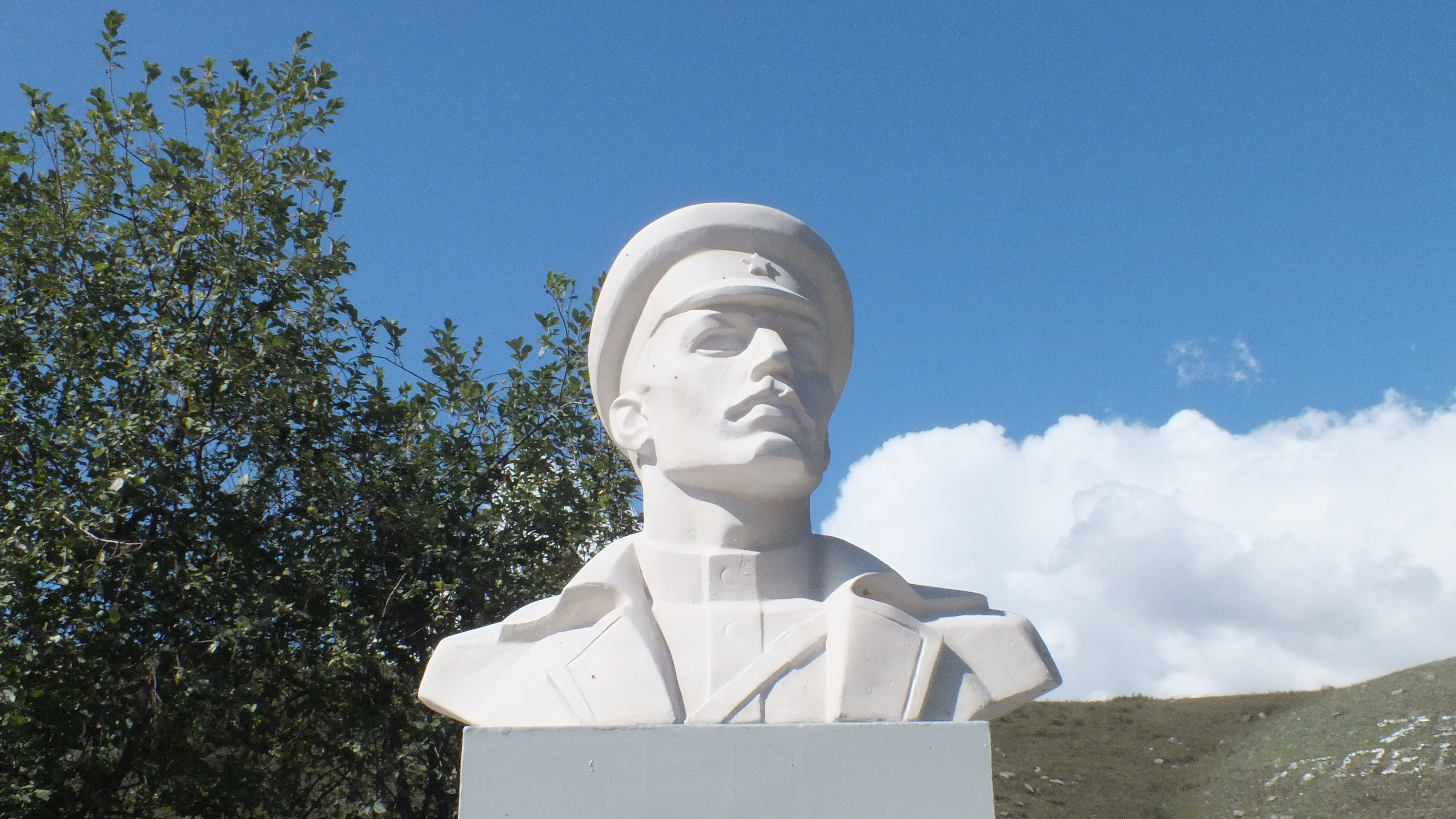
Buste de Piotr Soukhov.

En 1917 se déroule la révolution d'octobre, entraînant de l'instabilité dans la région. La zone du village est d'abord sous contrôle blanc, avant qu'en 1918-1919, les premiers détachements de garde rouge se forment dans la steppe d'Ouïmon. En 1918, quand la région de l'Altaï est encore blanche, un général, Piotr Fedorovitch Soukhov (ru), qui est communiste, doit fuir Barnaoul. Il arrive avec son détachement à rejoindre la steppe d'Ouïmon même si nombre d'entre eux sont morts, faisant 250 km en une semaine. En août 1918, ils prennent Katanda après avoir traversé la rive gauche quelques jours auparavant, puis Tioungour, où ils sont alors 253 hommes.
Leur objectif est clair, rejoindre la route de la Tchouïa et ainsi fuir vers la Mongolie, le pays étant pendant la guerre civile une sorte de refuge pour les troupes de tout bord subissant des débâcles. 
Le 10 août 1918, les 253 combattants menés par Piotr Soukhov quittent Tioungour pour rejoindre la route la Tchouïa. La population locale leur avait fourni la nourriture et matériel nécessaire pour l'expédition.
En entrant dans la gorge de la Katoun, où le chemin est très serrée, deux embuscades de gardes blancs ont attaqué le détachement. Nombreux moururent, et les autres revinrent dans le village, où ils furent accueillis par une nouvelle embuscade. Les survivants se résolurent à prendre le maquis, se réfugiant au mont Baïda. Quatre groupes de garde rouges s'étaient établis séparément dans les forêts du nord du village, mais le quatrième jour, des cosaques, fidèles aux armées blanches, capturèrent deux groupes qui s'étaient perdus dans la montagne. Ces deux groupes étaient épuisés de faim et de soif, et dans l'un d'eux se trouvait Piotr Soukhov. Ils furent fusillés au village et enterrés dans une fosse commune. En tout, 144 gardes furent exécutés, les autres parvenant à fuir. C'est le plus grand charnier de tout l'Altaï russe, la région ayant été éloignée des combats. Il y a aujourd'hui un monument envers ce détachement dont Piotr Soukhov.
Mais en 1919, des soulèvements rouges, combinés à la débâcle d'Alexandre Koltchak en Sibérie, font que l'Altaï devient sous contrôle des communistes. Mais contrairement à l'épisode Soukhov, la région reste à l'écart des combats au cours de la prise du pouvoir, les populations locales soutenant alors le changement.

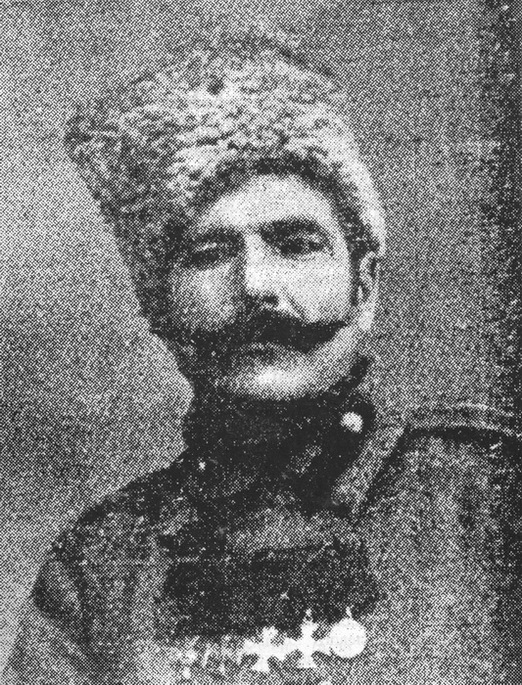
Alexandre Kaigorodov.

En septembre 1921, un général blanc nommé Alexandre Petrovitch Kaigorodov (en), qui a déjà subit des débâcles avec sa troupe en se réfugiant en Mongolie, décide de lancer une campagne contre l'Altaï pour reprendre la région aux mains des communistes. Mais il n'y arrive pas, et ce fait pourchasser pendant plus de six mois dans l'Altaï. Il traverse le village à la mi-avril, après avoir emprunté le chemin que Soukhov voulait prendre, mais dans le sens inverse, et se fait prendre dans une embuscade au village voisin de Katanda, où il se fait tuer le 16 avril.

### URSS puis fédération de Russie
En 1926, le village est peuplé de 292 personnes, et en 1927, la collectivisation entraîne la suppression des propriétés. Mais cependant le village bénéficia d'un statut spécial, permettant aux paysans de garder de manière privée quelques parcelles pour les éleveurs.
Jusqu'en 1991, le tourisme était inexistant dans le village, mais avec la dislocation de l'URSS, le tourisme a commencé à se développer rapidement, grâce aux monuments naturels se trouvant dans la zone, avec l'apparition de campings pour les touristes.
Le 27 juillet 2023, un hélicoptère transportant 16 personne a touché des fils électriques lors de son atterrissage dans le village. L'engin s'est écrasé entraînant la mort de six personnes selon le ministère des Situations d'urgence,,.

## Population et société
En 2002, sur les 442 habitants, il y avait 40 % de Russes et 58 % d'Altaïens, soit respectivement 176 Russes et 256 Altaïens.
Dans le village se trouve une école secondaire d'une capacité de 100 élèves, une maternelle ayant 43 places, un bureau de poste et un dispensaire. Il y a un cimetière, plus un autre pour les animaux.
Recensements (*) et estimations de la population,,,:
| 1926* | 2002 | 2009 | 2010* |
| ----- | ---- | ---- | ----- |
| 292   | 442  | 436  | 397   |

| 2011 | 2012 | 2013 | 2014 |
| ---- | ---- | ---- | ---- |
| 398  | 383  | 371  | 357  |

| 2015 | 2016 | 2021* | - |
| ---- | ---- | ----- | - |
| 357  | 348  | 326   | - |

Au 1er janvier 2009, sur la population totale de 436 habitants (217 hommes et 219 femmes), il y avait :
- 65 enfants jusqu'à 7 ans, soit 14,9 % de la population ;
- 60 enfants de 7 à 15 ans, soit 13,8 % ;
- 244 personnes de 16 à 55 ans, soit 56% ;
- 67 personnes ayant + de 55 ans, soit 15,3 %.

## Économie et transports

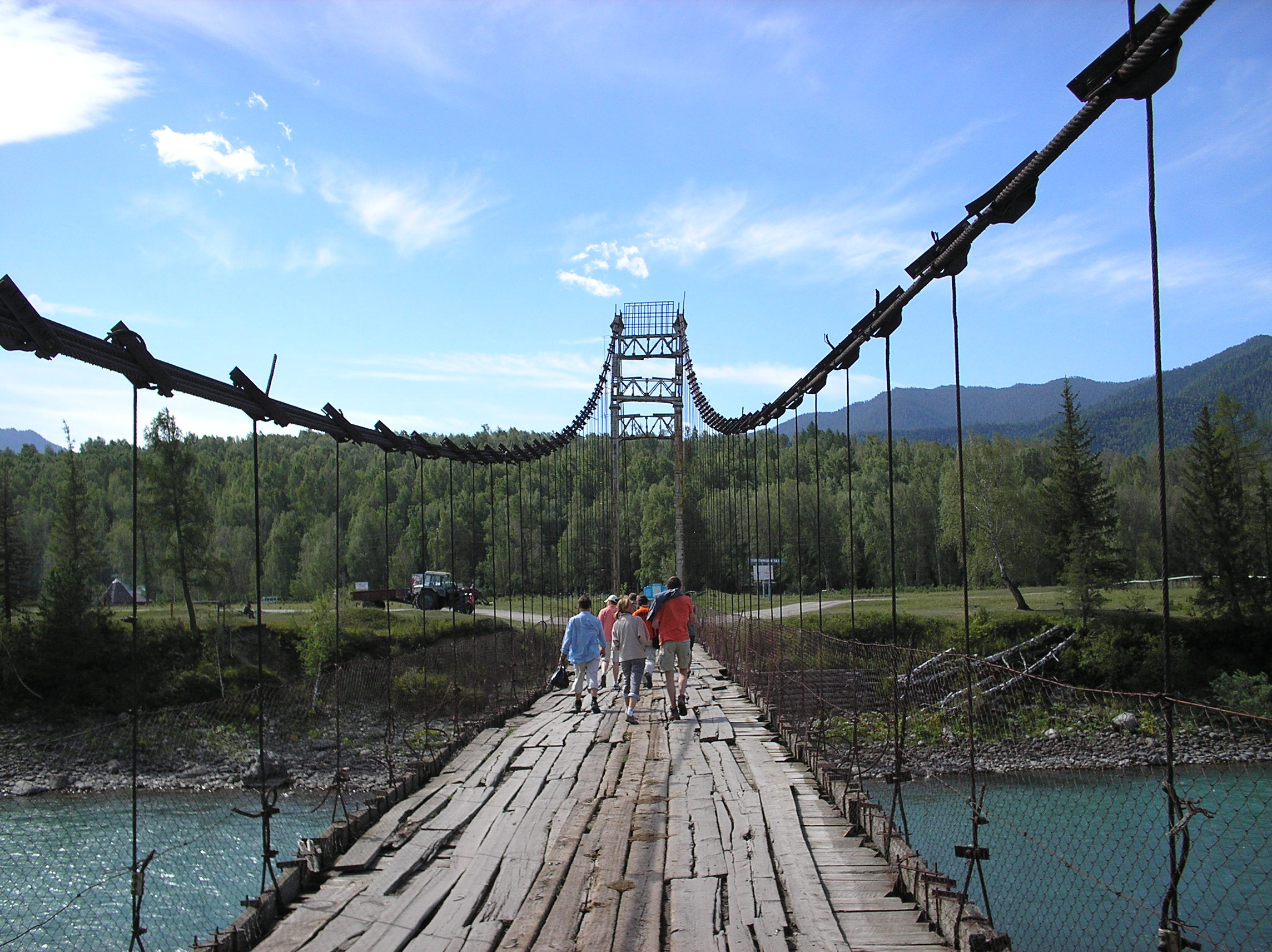
Pont sur la Katoun avec un tracteur en arrière-plan.

L'économie du village est tout d'abord centrée sur l'agriculture, avec deux entreprises agricoles, concentrés sur l'élevage de chevaux, de moutons, de maral, de porcs et de bovins. De plus, on trouve une scierie dans le village et des entrepôts, dont un de machines agricoles. Il y a ensuite un important secteur public, grâce à l'école secondaire et à la maternelle, mais aussi un secteur touristique, car Tioungour et avec Koutcherla le point de départ de nombreuses expéditions, pédestres ou avec des chevaux vers le lac de la Koutcherla, le lac d'Akkem et le mont Béloukha, ce dernier pour les alpinistes. Il y avait ainsi 3 sites d'hébergement touristique dans le village en 2009. Du rafting se pratique sur la Katoun.
Au 1er janvier 2009, 12 personnes étaient employés dans le secteur agricole, 53 dans l'éducation, 8 dans les hébergements touristiques, et 7 dans d'autres secteurs. 
Il y a un château d'eau dans le village, avec un réseau d'eau, mais aucun réseau d'égout, les habitants rejetant les eaux usées dans la Katoun ou dans leurs fosses sceptiques.
Une décharge se situe à la sortie du village.
Le village est la fin de la route régionale 84K-134, qui va de Tioungour par Oust-Koksa jusqu'au village d'Abaï. Depuis Abaï, la route, dite route d'Ouïmon, est prolongée par une autre pour rejoindre la R256, l'axe de transport majeur de la république. Un pont en bois, célèbre dans la région, traverse la Katoun pour rejoindre Koutcherla et le sentier vers le Béloukha. Contrairement à de nombreuses cartes de la république, il n'y a aucune route de Tioungour à Tchouïozy, mais seulement un sentier pédestre, que les motos peuvent traverser non sans embûches.
Une ligne de bus régionale, la 579, termine à Tioungour, après avoir commencé à Gorno-Altaïsk et avoir passé par de nombreuses localités de la région, dont Oust-Koksa.

## Galerie

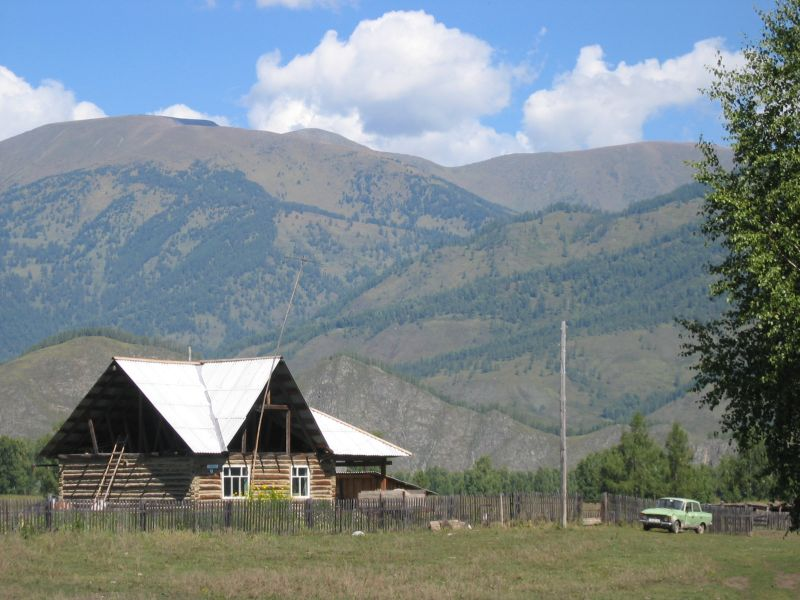
Maison à Tioungour.
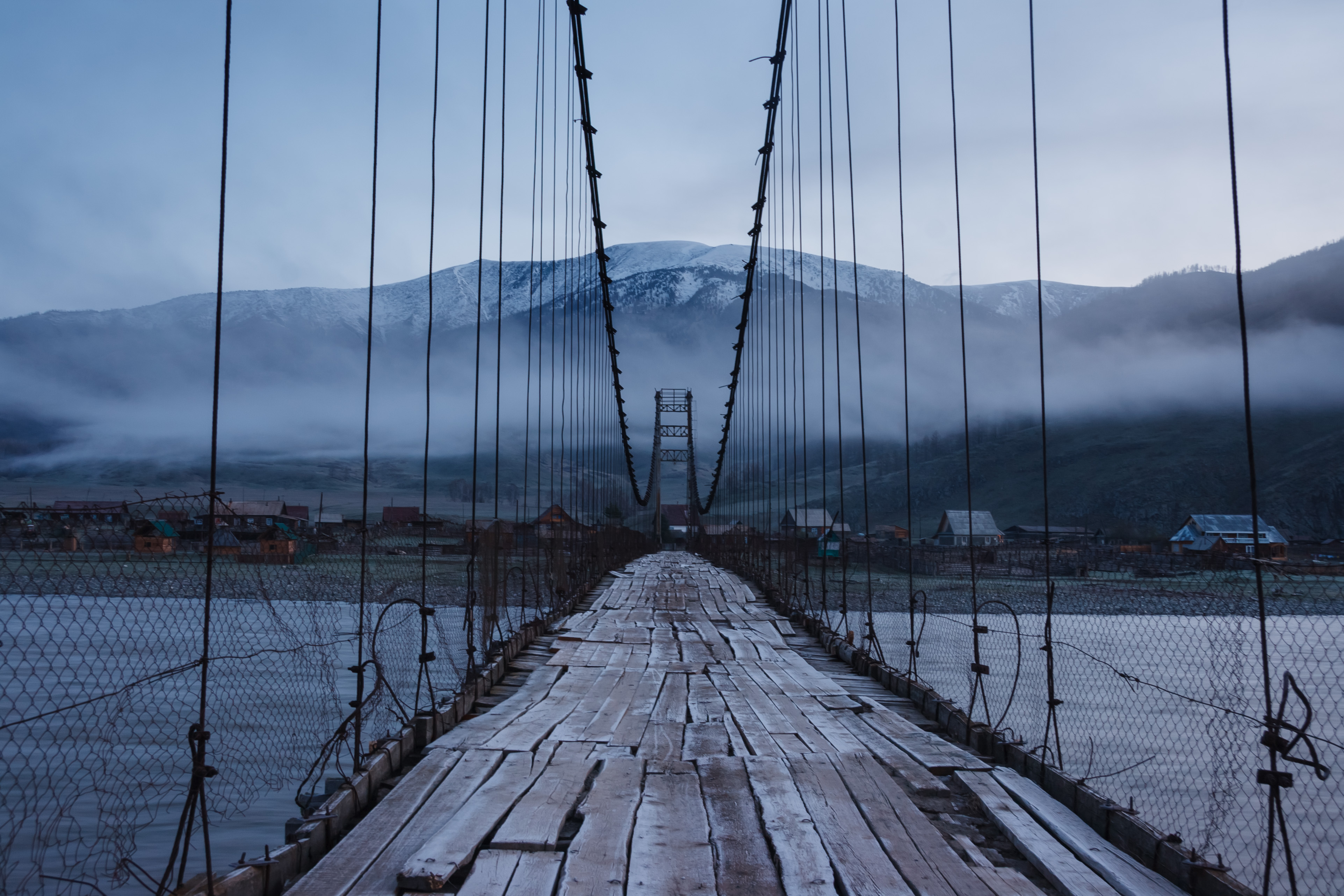
Pont de Tioungour sur la Katoun.
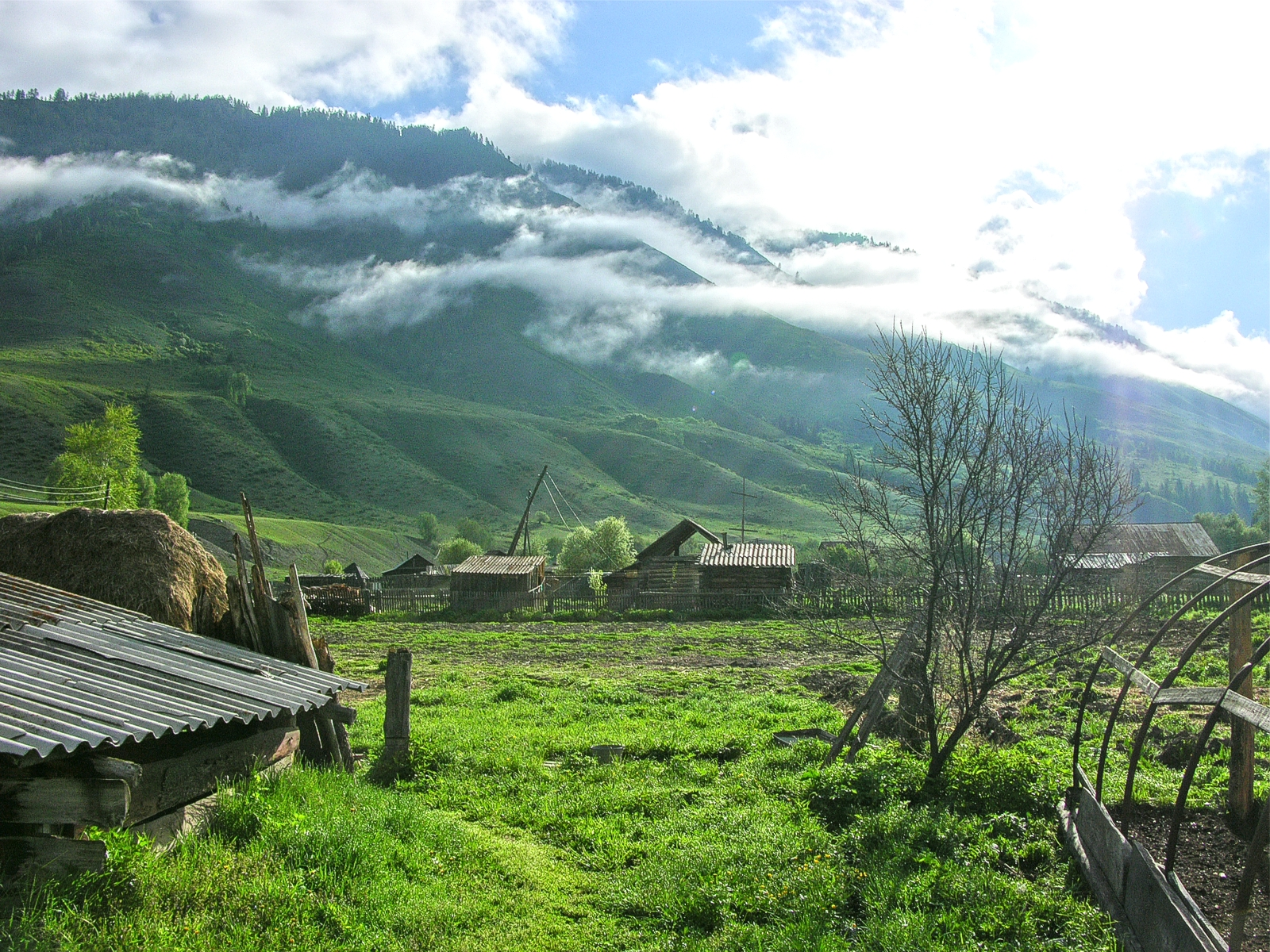
Matin à Tioungour.
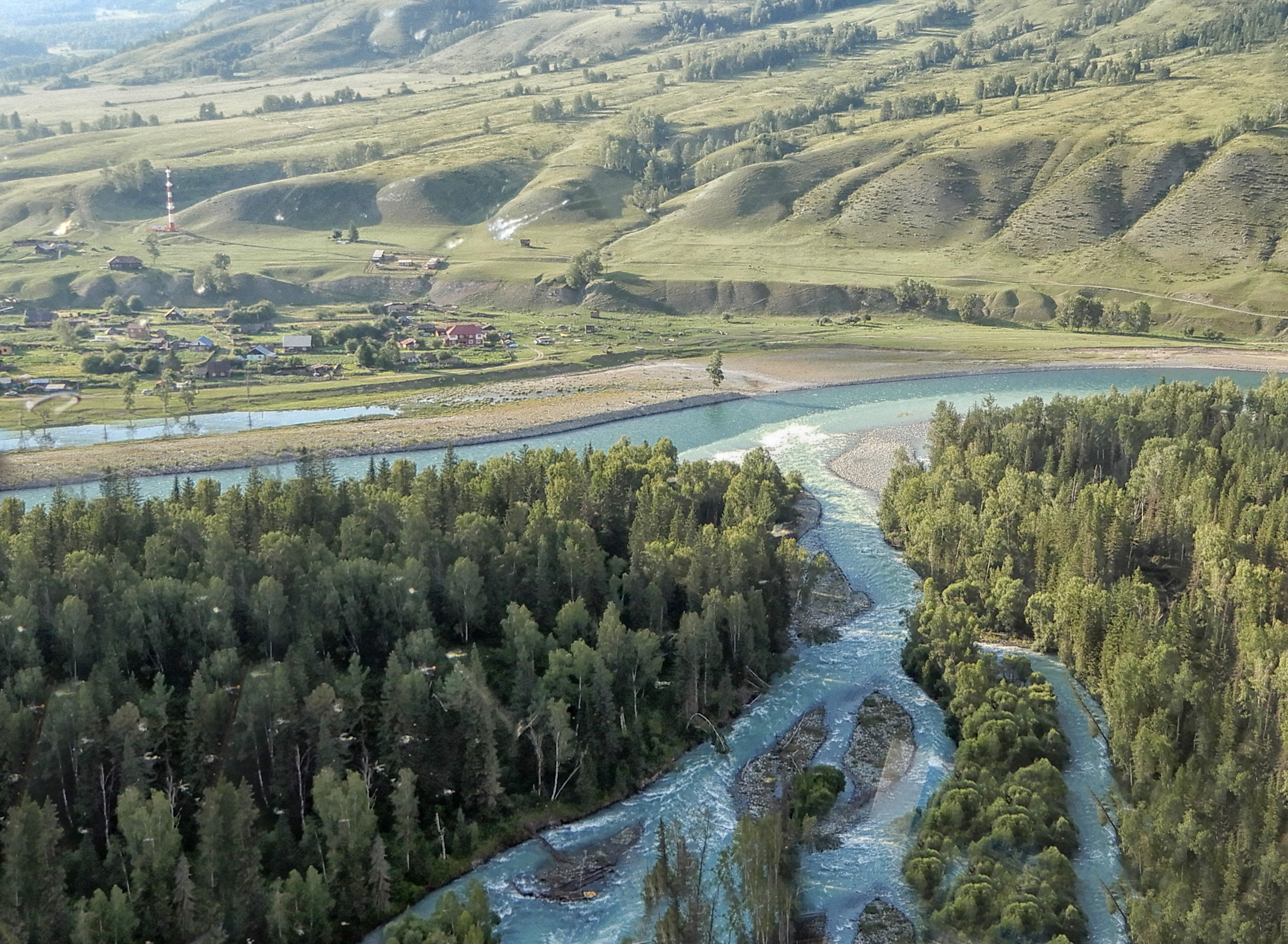
La confluence de la Koutcherla dans la Katoun avec un bout du village en haut à gauche.
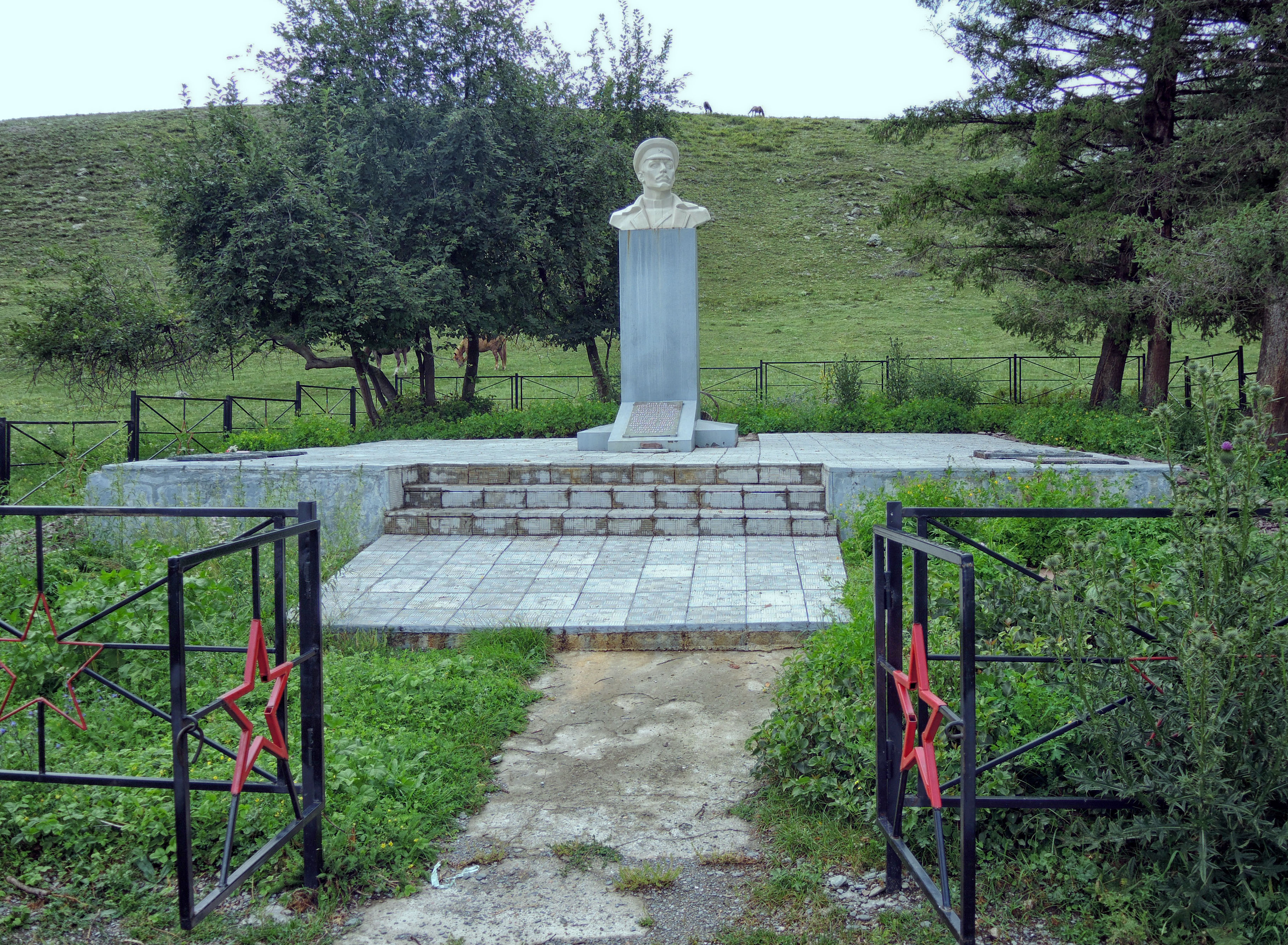
Buste de Piotr Soukhov.

### Ouvrages officiels
: document utilisé comme source pour la rédaction de cet article.
- (ru) V.P. Kolotov et DI. Oudartsev (Ingénieur en chef de projet), МАТЕРИАЛЫ ПО ОБОСНОВАНИЮ ПРОЕКТА ГЕНЕРАЛЬНОГО ПЛАНА --  села Тюнгур, Катандинского сельского поселения Усть-Коксинского района Республики Алтай [« DOCUMENTS POUR LA JUSTIFICATION DU PROJET DE PLAN GENERAL -- Village de Tioungour, municipalité rurale de Katanda, raïon d'Oust-Koksa, république de l'Altaï »], Barnaoul,‎ 2010 (lire en ligne)
- (ru) Raïon d'Oust-Koksa, с. Тюнгур, Усть-Коксинский район, Республика Алтай ГЕНЕРАЛЬНЫЙ ПЛАН Схема ограничений использования территорий. Схема функционального зонирования (существующая) М 1:5000 [« Village de Tioungour, raïon d'Oustst-Koksa, république de l'Altaï PLAN DIRECTEUR * Schéma de restrictions à l'utilisation des territoires. Schéma de zonage fonctionnel (existant) M 1:5000 »] (lire en ligne)
- Documents administratifs de la municipalité rurale de Katanda.